# Бої за Станиславів (1919)
Бої за Станиславів — збройний конфлікт, який розпочався з повстання 24 травня 1919 року бійців Польської військової організації та закінчився 26 травня 1919 року з відходом останніх частин УГА з міста.

## Історія
Із закінченням Першої світової війни та розпаду Австро-Угорської імперії після листопадового зриву в кінці 1918 року місто опинилось в складі ЗУНР, після Акту Злуки в складі УНР. 24 травня 1919 року силами Польської військової організації було проведено повстання в місті Станиславів, яке обійшлось практично без жертв.
25 травня 1919 року Державний секретаріат ЗУНР розпочав термінову евакуацію. 26 травня останні військові УГА залишили Станиславів та перебрались до Бучача під тиском Румунської армії. У кінці травня у місто зайшли основні сили Польської армії та Дивізія Галлера.
Щонайменше 7 членів Польської військової організації під час відступу УГА були захоплені та розстріляні і поховані в Станиславові в братській могилі. Протягом двох днів столиця ЗУНР опинилась в руках малочисленного загону польських добровольців, які випередили Армію Галлера.